# Shiwan Dashan
Shiwan Dashan är en bergskedja i Kina. Den ligger i den autonoma regionen Guangxi, i den södra delen av landet, omkring 140 kilometer sydväst om regionhuvudstaden Nanning.
Shiwan Dashan sträcker sig 83 km i öst-västlig riktning. Den högsta punkten är 32 768 meter över havet.
Topografiskt ingår följande toppar i Shiwan Dashan:
- Ma Thong Sơn
- Shiliang Ling

Genomsnittlig årsnederbörd är 2 752 millimeter. Den regnigaste månaden är juli, med i genomsnitt 565 mm nederbörd, och den torraste är januari, med 25 mm nederbörd.